# Lista de unidades federativas do Brasil por área

Mapa brasileiro mostrando suas unidades federativas classificadas por área

Aqui são listadas as áreas das unidades federativas do Brasil. Os valores foram divulgados pelo Instituto Brasileiro de Geografia e Estatística (IBGE), através da Portaria nº 177, de 15 de maio de 2020, publicada no Diário Oficial da União (DOU) quatro dias depois, em 19 de maio. A referida portaria atualizou os valores de áreas territoriais do Brasil, dos estados e dos 5 568 municípios, tendo como base o quadro territorial vigente no país no dia 30 de abril de 2019.
As unidades federativas com maior área territorial são o Amazonas, com 1 559 167,889 km², e o Pará, com 1 245 870,798 km², ambas na Região Norte, ocupando quase 1/3 do território nacional, seguido por Mato Grosso, no Centro-Oeste (903 207,019 km²). A menor pertencia ao Distrito Federal, também situado no Centro-Oeste (5 760,783 km²), seguido por Sergipe (21 925,424 km²) e Alagoas (27 843,295 km²), ambas no Nordeste. A área total do Brasil é de 8 510 295,914 km², o quinto maior país do mundo em extensão territorial.

## Classificação
| Posição | Unidade federativa  | Área (km²)    | % do Brasil | País comparável      |
| ------- | ------------------- | ------------- | ----------- | -------------------- |
| 1       | Amazonas            | 1 559 167,889 | 18,321      | Mongólia             |
| 2       | Pará                | 1 245 870,798 | 14,64       | Angola               |
| 3       | Mato Grosso         | 903 207,019   | 10,613      | Venezuela            |
| 4       | Minas Gerais        | 586 521,123   | 6,892       | Madagascar           |
| 5       | Bahia               | 564 760,427   | 6,636       | França               |
| 6       | Mato Grosso do Sul  | 357 145,534   | 4,197       | Alemanha             |
| 7       | Goiás               | 340 203,329   | 3,998       | Finlândia            |
| 8       | Maranhão            | 329 642,182   | 3,873       | Vietnã               |
| 9       | Rio Grande do Sul   | 281 707,156   | 3,31        | Equador              |
| 10      | Tocantins           | 277 466,763   | 3,26        | Burkina Faso         |
| 11      | Piauí               | 251 756,515   | 2,958       | Guiné                |
| 12      | São Paulo           | 248 219,481   | 2,917       | Reino Unido          |
| 13      | Rondônia            | 237 765,24    | 2,794       | Laos                 |
| 14      | Roraima             | 223 644,527   | 2,628       | Guiana               |
| 15      | Paraná              | 199 298,979   | 2,342       | Quirguistão          |
| 16      | Acre                | 164 123,964   | 1,929       | Suriname             |
| 17      | Ceará               | 148 894,441   | 1,75        | Bangladesh           |
| 18      | Amapá               | 142 470,762   | 1,674       | Tajiquistão          |
| 19      | Pernambuco          | 98 067,881    | 1,152       | Coreia do Sul        |
| 20      | Santa Catarina      | 95 730,684    | 1,125       | Portugal             |
| 21      | Paraíba             | 56 467,242    | 0,664       | Croácia              |
| 22      | Rio Grande do Norte | 52 809,602    | 0,621       | Bósnia e Herzegovina |
| 23      | Espírito Santo      | 46 074,447    | 0,541       | Estônia              |
| 24      | Rio de Janeiro      | 43 750,427    | 0,514       | Dinamarca            |
| 25      | Alagoas             | 27 848,140    | 0,327       | Albânia              |
| 26      | Sergipe             | 21 925,424    | 0,258       | El Salvador          |
| 27      | Distrito Federal    | 5 760,783     | 0,068       | Brunei               |
| Total   | Brasil              | 8 510 295,914 | 100         | Brasil (8 510 296)   |

## Por região
| Posição | Região       | Área (km²)    | % do Brasil | País comparável      |
| ------- | ------------ | ------------- | ----------- | -------------------- |
| 1       | Norte        | 3 850 509,943 | 45,245      | Índia (3 287 263)    |
| 2       | Centro-Oeste | 1 606 316,665 | 18,875      | Irão (1 648 195)     |
| 3       | Nordeste     | 1 552 167,009 | 18,239      | Mongólia (1 564 110) |
| 4       | Sudeste      | 924 565,478   | 10,864      | Nigéria (923 768)    |
| 5       | Sul          | 576 736,819   | 6,777       | Quênia (580 367)     |
| Total   | Brasil       | 8 510 295,914 | 100         | Brasil (8 510 296)   |